# Голицын, Сергей Михайлович (1843—1915)
Князь Сергей Михайлович Голицын (5 июня 1843, Париж — 9/22 июня 1915, Лозанна, Швейцария) — обер-егермейстер, полковник армии Российской империи, меценат и общественный деятель.

## Биография
Отец — князь Михаил Александрович Голицын — дипломат, член русской миссии в Риме и Флоренции, посланник, действительный статский советник и камергер, попечитель московской Голицынской больницы. Мать — Мария Ильинична Долгорукова.
В 18-летнем возрасте вступил в большое наследство, в том числе усадьбой Влахернское-Кузьминки в Москве, а несколько позже — усадьбой Дубровицы. Владел восемью имениями в 13 уездах различных губерний России.
На военной службе состоял штабс-ротмистром и адъютантом Московского генерал-губернатора.
Записался в купцы 1-й гильдии и занялся коммерцией, торгуя железом, солью и сельскохозяйственными продуктами. После смерти отца унаследовал коллекцию произведений искусства и библиотеку. 26 января 1865 года на втором этаже главного дома собственной усадьбы на Волхонке, 14 открыл музей из собрания нескольких поколений Голицыных. Однако, по причине финансовых затруднений в 1886 году продал коллекцию музея Эрмитажу и Публичной библиотеке.
К 30-и годам в звании полковника подал в отставку и посвятил себя общественной деятельности и коммерции. 

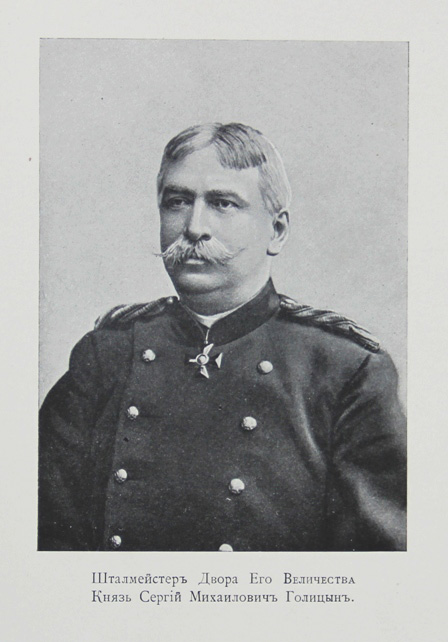
Голицын С.М., шталмейстер, 1880-е года

С 1873 года стал директором Голицынской больницы (ныне — 1-я Градская больница им. Н. П. Пирогова) в Москве и успешно продолжил её развитие, был почетным членом Московского Совета детских приютов (Остоженка, 36). Много средств жертвовал бедным и обездоленным в России и за рубежом. 
В 1879 году с помощью французских инженеров и с участием капитала созданных совместно с французами акционерных обществ построил Чусовской металлургический завод.
Обладая огромным состоянием, по личному почину и на собственные средства осуществил установку в 1898 году монументального памятного креста в честь Альпийского похода А. В. Суворова в 1799 году в Андерматте, в  Швейцарии, в ущелье «Чертова моста». С тех пор участок, на котором располагается памятник является суверенной территорией России.
Активно занимался храмостроительством. В 1894 году, в качестве одного из основных жертвователей, вошел в состав комитета по строительству храма Архангела Михаила в Каннах (Франция). Пожертвовал иконы в больших резных мраморных кивотах для Крестовоздвиженского русского храма в Женеве. Был председателем строительного комитета и главным благотворителем Николаевского собора в Ницце (построен в 1912 году), при входе в который раньше находился его бюст. В 1903 году пожертвовал богатую церковную утварь во Влахернский храм в Кузьминках.
В своём имении в Кузьминках принимал великого князя Сергея Александровича и его супругу Елизавету Федоровну Романовых, а также своего родственника — епископа Трифона (князя Туркестанова), автора акафиста на русском языке «Слава Богу за всё», который освящал новопостроенный собор в Ницце.
Умер от воспаления легких в 1915 году в Лозанне (район Уши), на берегу Женевского озера, где проживал в отеле Beau-Rivage Palace.
Могила князя в Швейцарии, на кладбище Saint-Martin (Веве) не сохранилась, но от нее остался мраморный крест, копия андерматтского, который находится сейчас у русского храма св. Варвары в Веве (фр. Vevey).

## Награды
Награды:
- ордена — Св. Александра Невского, Белого орла, Св. Владимира 2-й ст., Св. Станислава 1-й ст., Св. Анны 1-й ст. (17 октября 1867)
- знаки — Красного Креста, 50-летия Судебной реформы
- медали — «В память коронации императора Александра III», «В память коронации 1896 года», «В память 300-летия царствования Дома Романовых»

Иностранные награды:
- французского ордена Почётного легиона великих офицеров (фр. grands officiers)
- испанский Карлоса III Большой крест
- черногорский орден Князя Даниила I 3-й ст.

## Браки и дети
Был женат четыре раза:

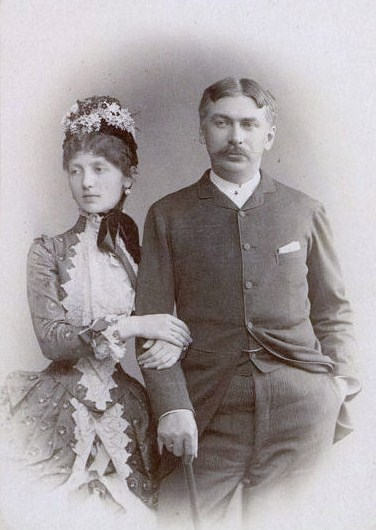
С. М. Голицын со второй женой Елизаветой (1880-е)

- Первая жена с 1866 г. — Гладкова Александра Иосифовна (1841-14.02.1913), певица-цыганка.
  - Михаил Сергеевич Голицын (1867-1891)
  - Мария Сергеевна Голицына (Извольская) (1868-1929)
  - Александра Сергеевна Голицына (Перфильева) (1869-1916)
  - Надежда Сергеевна Голицына (Попова) (1870-1905)
  - Сергей Сергеевич Голицын (1871-1918)
- Вторая — с 1883 г. — Никитина Елизавета Владимировна (1857—22.12.1904)[7], гувернантка, брак был признан недействительным.
- Третья — с 1902 г. — баронесса Штейнгель Вера Леонардовна (07.06.1875—1957)
  - Ирина Сергеевна Голицына (1902-1981)
- Четвёртая — с 12.11.1906 — княгиня Кугушева Анна Александровна (20.02.1869—19.01.1950, Канны).